# Balduino III de Henao
Balduino III (1088-1120) fue conde de Henao desde 1098 hasta su muerte. Era hijo de Balduino II de Henao e Ida de Lovaina.

## Historia
Balduino ascendió al condado de Henao en 1102. Balduino se casó con Yolanda de Güeldres a una edad joven. Él había estado comprometido con Adelaida de Maurienne, una sobrina de la condesa Clemencia de Flandes. El compromiso matrimonial rompió en escándalo, y la condesa Clemencia llevó el asunto ante su hermano el papa Calixto II. El papa declaró que el matrimonio era legal y no podía ser disuelto.
Balduino murió a la edad de 33 años en 1120, y fue enterrado en Mons. Su hijo mayor, Balduino le sucedió como Balduino IV de Henao. Su hijo menor, Gerardo heredó los condados de Dodewaard y Dalen, que habían estado en posesión de su madre. 